# کیکی بوسیو
کیکی بوسیو (انگلیسی: Kiki Bosio؛ زادهٔ ۳ نوامبر ۱۹۸۷) بازیکن فوتبال اهل ایالات متحده آمریکا است.
از باشگاه‌هایی که در آن بازی کرده‌است می‌توان به گلد پراید اشاره کرد.
وی همچنین در تیم‌های ملی فوتبال United States U-17 women's national soccer team و زیر ۲۳ سال زنان ایالات متحده آمریکا بازی کرده‌است.